# Embraer EMB-721

O Embraer EMB-721 "Sertanejo" é um avião monomotor comercial a pistão, produzido no Brasil pela Embraer e posteriormente por sua subsidiária Neiva, sob licença da norte-americana Piper Aircraft.

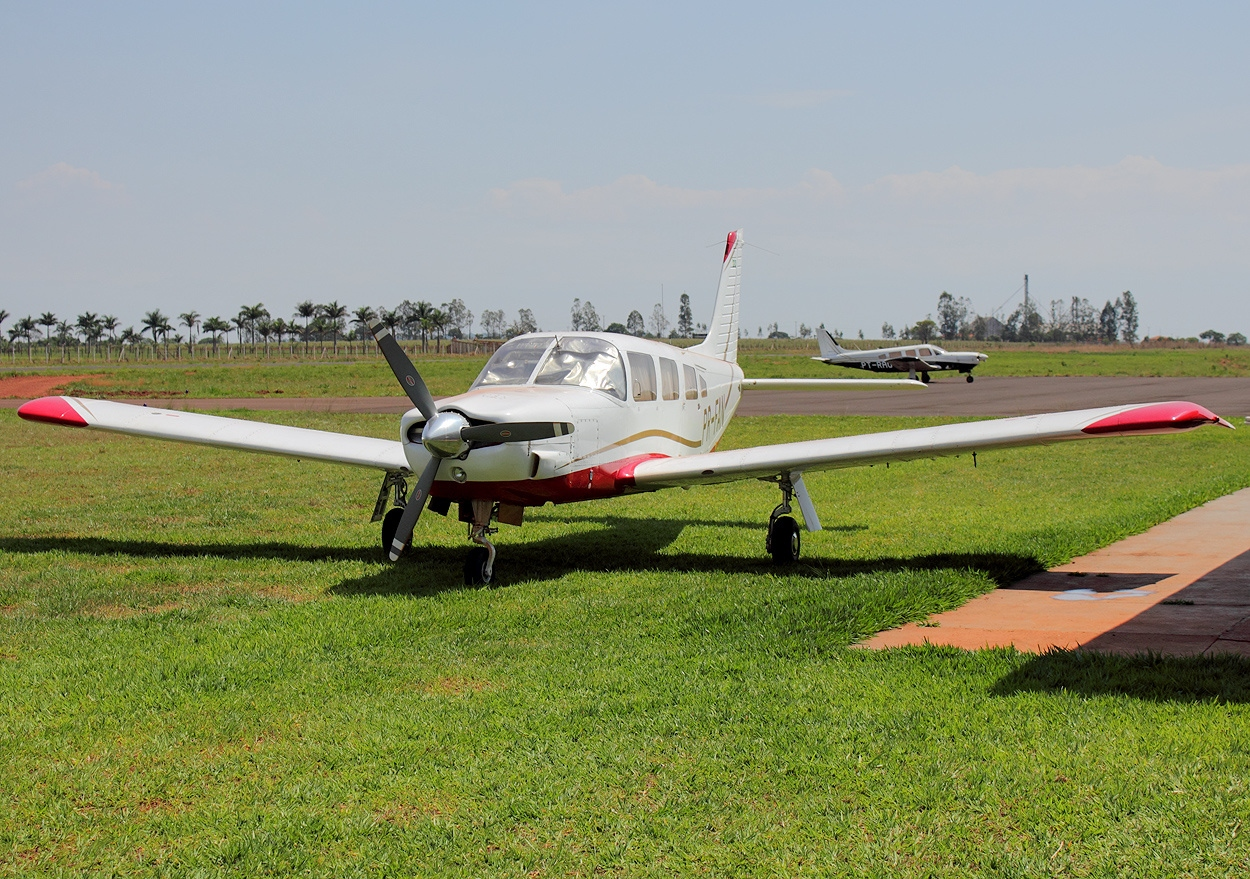
Embraer Sertanejo

Trata-se do Cherokee Six, da Piper, uma versão atualizada do modelo Embraer Minuano, igualmente fabricado sob licença.
Equipado com motor Lycoming de 300 HP, desenvolve velocidade máxima de 290 km/h. Pode transportar até sete pessoas, incluindo o piloto. Conta com isolamento acústico e ventilação controlada.
Sua cabine larga pode ser adaptada para uma versão executiva. Com os assentos de passageiros removidos, o espaço interno permite levar  700 kg de carga. 
Seu bagageiro dianteiro reduz os ruídos do motor. 
Com 208 unidades produzidas, foi utilizado para transporte executivo, carga, turismo e treinamento e de pilotos. 